# Tom Relou
Tom Relou (* 22. Januar 1987 in Delft) ist ein ehemaliger niederländischer Radrennfahrer.

## Sportliche Laufbahn
Tom Relou begann seine internationale Karriere 2006 bei dem niederländischen Continental Team Van Vliet-EBH Advocaten. In der Saison 2008 wurde er Zweiter bei dem Eintagesrennen Meeùs Race Lierop. Außerdem wurde er zusammen mit Malaya van Ruitenbeek, Emmanuel van Ruitenbeek, Stefan Vreugdenhil, Maurice Vrijmoed und Thomas Berkhout nationaler Meister im Teamzeitfahren. In den Saisons 2009 und 2010 fuhr Relou für das Cyclingteam Jo Piels. Er gewann 2009 eine Etappe der Tour de Berlin und wurde Zweiter der Gesamtwertung. 

## Erfolge
2008
- Niederländischer Meister – Teamzeitfahren

2009
- eine Etappe Tour de Berlin